# Sphecodes walteri
Sphecodes walteri är en biart som beskrevs av Nobile och Turrisi 2004. Sphecodes walteri ingår i släktet blodbin, och familjen vägbin. Inga underarter finns listade i Catalogue of Life.